# Mariama Jamanka
Mariama Jamanka (Berlino, 23 agosto 1990) è una bobbista ed ex martellista tedesca, medaglia d'oro olimpica a Pyeongchang 2018, campionessa mondiale a Whistler 2019 nel bob a due e a Schönau am Königssee 2017 nella gara a squadre, nonché vincitrice della Coppa del Mondo nel 2018/19.

## Biografia

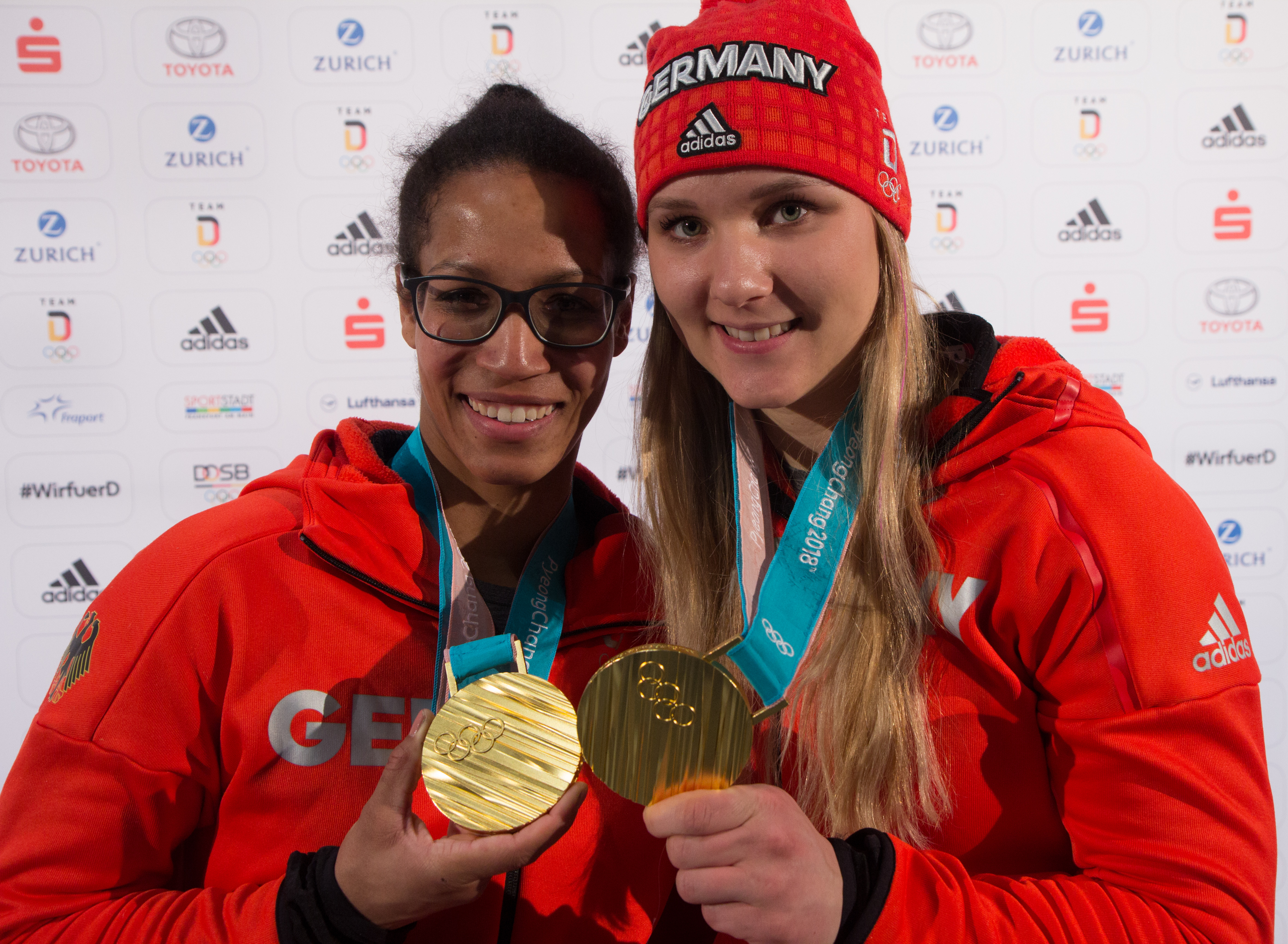
Mariama Jamanka (a sinistra) con Lisa Buckwitz, medaglia d'oro olimpica nel bob a due a

Ha praticato l'atletica leggera a livello nazionale nei lanci del disco e soprattutto del martello, nella quale specialità ha partecipato ai campionati nazionali under 23 del 2010 e del 2011, classificandosi rispettivamente undicesima e dodicesima assoluta. 
Compete nel bob dal 2011 per la squadra nazionale tedesca, gareggiando inizialmente come frenatrice per poi convertirsi al ruolo di pilota. Debuttò in Coppa Europa nel novembre 2011 disputando le prime tre stagioni da frenatrice, prima in coppia con Judith Ritz e poi con Carolin Zenker e dalla stagione 2014/15 passò a pilotare le slitte, raggiungendo il decimo posto in classifica generale nel 2015/16.
Esordì in Coppa del Mondo nella stagione 2015/16, l'11 dicembre 2015 a Schönau am Königssee dove si piazzò ottava nel bob a due e conquistò il primo podio il 14 gennaio 2017 a Winterberg (2ª nel bob a due). Vinse la sua prima gara nel bob a due l'8 dicembre 2018 a Sigulda in coppia con Annika Drazek. Ha trionfato in classifica generale nel 2018/19. Nel circuito delle World Series di monobob femminile concluse la stagione 2020/21 al dodicesimo posto in classifica generale.
Ha partecipato ai Giochi olimpici invernali di Pyeongchang 2018, vincendo la medaglia d'oro nel bob a due in coppia con Lisa Buckwitz, sopravanzando l'equipaggio statunitense pilotato da Elana Meyers-Taylor (argento) e quello guidato dalla canadese, già due volte campionessa olimpica, Kaillie Humphries (bronzo).
Prese inoltre parte a cinque edizioni dei campionati mondiali conquistando un totale di due medaglie, entrambe d'oro. Nel dettaglio i suoi risultati nelle prove iridate sono stati, nel monobob: quarta ad Altenberg 2021; nel bob a due: settima a Igls 2016, quarta a Schönau am Königssee 2017, medaglia d'oro a Whistler 2019 in coppia con Annika Drazek, quarta ad Altenberg 2020 e sesta ad Altenberg 2021;; nella gara a squadre: medaglia d'oro a Schönau am Königssee 2017 e non classificata a Whistler 2019.
Agli europei ha altresì conquistato quattro medaglie nel bob a due: due d'oro vinte a Winterberg 2017 e a Schönau am Königssee 2019 in coppia con Annika Drazek, una d'argento e una di bronzo.
Ha inoltre vinto un titolo nazionale nel bob a due.

## Palmarès

### Olimpiadi
- 2 medaglie:
  - 1 oro (bob a due a Pyeongchang 2018);
  - 1 argento (bob a due a Pechino 2022).

### Mondiali
- 2 medaglie:
  - 2 ori (gara a squadre a Schönau am Königssee 2017; bob a due a Whistler 2019).

### Europei
- 4 medaglie:
  - 2 ori (bob a due a Winterberg 2017; bob a due a Schönau am Königssee 2019);
  - 1 argento (bob a due a Igls 2018);
  - 1 bronzo (bob a due a Winterberg 2021).

### Coppa del Mondo
- Vincitrice della classifica generale nel bob a due femminile nel 2018/19;
- 21 podi (tutti nel bob a due):
  - 6 vittorie;
  - 9 secondi posti;
  - 6 terzi posti.

#### Coppa del Mondo - vittorie
| Data             | Luogo                | Paese    | Disciplina              |
| ---------------- | -------------------- | -------- | ----------------------- |
| 8 dicembre 2018  | Sigulda              | Lettonia | a due con Annika Drazek |
| 5 gennaio 2019   | Altenberg            | Germania | a due con Annika Drazek |
| 12 gennaio 2019  | Schönau am Königssee | Germania | a due con Annika Drazek |
| 23 febbraio 2019 | Calgary              | Canada   | a due con Annika Drazek |
| 18 gennaio 2020  | Innsbruck            | Austria  | a due con Annika Drazek |
| 21 novembre 2020 | Sigulda              | Lettonia | a due con Vanessa Mark  |

### World Series di monobob femminile
- Miglior piazzamento in classifica generale: 12ª nel 2020/21.

### Coppa Europa
- Miglior piazzamento in classifica generale nel bob a due: 10ª nel 2015/16;
- 8 podi (tutti nel bob a due):
  - 2 vittorie;
  - 6 terzi posti.

### Campionati tedeschi
- 3 medaglie:
  - 1 oro (bob a due a Winterberg 2019[4]);
  - 2 bronzi (bob a due ad Altenberg 2016[5]; bob a due a Schönau am Königssee 2017[6]).